# Leon Inchausti
Leon Inchausti O.A.R (ur. 27 czerwca 1859 w Ajánguiz w prowincji Vizcaya, zm. 25 lipca 1936 w Motril) – błogosławiony Kościoła katolickiego, ojciec zakonny zakonu augustianów rekolektów.
Do zakonu augustianów wstąpił w 1878 roku. 1 czerwca 1884 roku został przeniesiony do Manili na Filipinach, gdzie został wyświęcony na kapłana w 22 grudnia 1884. Wybuch rewolucji antyhiszpańskiej przerwał jego apostolat i zmusił do powrotu do Hiszpanii w 1898 roku.
Od 1903 do 1921 roku prowadził działalność misyjną w Brazylii. Po powrocie do Hiszpanii pracował w Granadzie, Bilbao (w 1927 roku) i Motril (od 1928 roku).
W czasie hiszpańskiej wojny domowej w pełni świadomy zagrożenia pozostał w Motril. W dniu śmierci został wyprowadzony siłą przez milicję z klasztoru na ulicę i rozstrzelany wraz z czterema współbraćmi.
Beatyfikowany przez papieża Jana Pawła II w grupie ośmiu męczenników z Motril, ofiar „z nienawiści do wiary”.